# Intel Wireless Display
Intel Wireless Display, abgekürzt WiDi, war eine Technologie von Intel, die es erlaubte, den Bildschirminhalt eines Desktop-Computers (mit WiDi-fähigem Mainboard) oder Notebooks an ein kompatibles Gerät (Fernseher, Videoprojektor, HDMI-Adapter etc.) zu streamen. WiDi kann damit als Intels Konkurrenzprodukt zur AirPlay-Technologie von Apple angesehen werden. Im Jahr 2016 kündigte Intel an, diese Technologie nicht weiter zu unterstützen zu Gunsten des Standards Miracast.
Es wird sowohl die Duplizierung des vorhandenen Bildschirminhalts als auch die Erweiterung des Bildschirms durch ein weiteres Gerät unterstützt. Des Weiteren ermöglichen speziell angepasste Applikationen eine Darstellung ausgewählter Inhalte auf einem zweiten Bildschirm.

## Geschichte
Intel Wireless Display wurde erstmals in Version 1.0 auf der CES 2010 vorgestellt, konnte allerdings nur 720p und Stereoton wiedergeben.
Auf der CES 2011 wurde Version 2.0 der Technologie vorgestellt, die bereits Videoclips in Full HD wiedergeben konnte; eine weitere Neuheit war die Übertragung von HDCP-geschützten Blu-ray Discs.
Im April 2012 wurde Version 3.0 veröffentlicht, die bereits Videoclips in Full HD in 60 FPS wiedergeben konnte, gefolgt von Version 3.5, die im September 2012 erschien. Mit dieser Version war es möglich, auf angeschlossene USB HID zuzugreifen.
2013 wurde Version 4.0 vorgestellt, gefolgt von Version 4.1 und 4.2 im Jahr 2014.
2015 wurde Version 5.1 vorgestellt, die erstmals in der Lage war, eine Videoauflösung von 4K zu übertragen.
Im August 2015 wurde Version 6.0 veröffentlicht, im Oktober 2016 gab Intel bekannt, die Technologie einzustellen.

## Voraussetzungen
Um die Technik nutzen zu können, muss das Notebook oder Tablet, welches als Quelle verwendet werden soll, Hardware-seitig zwei Voraussetzungen erfüllen:
Zum einen wird mindestens ein Intel-Core-Prozessor der 2. Generation (Sandy Bridge) benötigt und zum anderen ein WLAN-Modul von Intel, welches den WLAN-Übertragungsstandard 802.11n unterstützt (Stand: 2017). Als Betriebssystem wird mindestens Windows 7 vorausgesetzt. Intel Wireless Display unterstützt Videoauflösungen bis 1920 × 1080 Pixel, dem 1080p-Standard der Fernsehnorm High Definition Television.
Die Übertragung urheberrechtlich geschützter Inhalte wird mittlerweile durch Verwendung von HDCP 2.1 unterstützt. Obwohl Notebook-seitig das WLAN-Modul zur Übertragung genutzt wird, ist zeitgleiches Surfen im Internet möglich.

## Miracast
Intel gab seinen proprietären WiDi-Standard zugunsten des offenen Standards Miracast auf und verwendet Miracast zur Übertragung der für das Streaming notwendigen Daten. Die seit Oktober 2012 verfügbare Version 3.5 der WiDi-Treiber von Intel unterstützt bereits das Senden an Miracast-Empfänger.
Intel selbst sieht Wireless Display als Implementierung des Miracast-Standards für Endkunden.